# Segunda guerra matabele
La segunda guerra matabele es también conocida como rebelión de Matabelandia o primera Chimurenga, se libró entre 1896 y 1897 y enfrentó a la Compañía Británica de Sudáfrica (British South Africa Company, BSAC) con los ndebele (matabeles).
En marzo de 1896, los ndebeles/matabeles se alzaron contra la autoridad de la BSAC al mando de Mlimo, un líder espiritual que había convencido a los matabeles y shonas de que los colonos (unos 4.000 en esos años) eran responsables de las sequías, plagas de langostas y la peste del ganado que por entonces asolaban dichas tierras. Mlimo se decía que era de unos 60 años, de piel muy oscura, de rasgos afilados, los informes de noticias estadounidenses de la época lo describían con una mirada cruel y astuto.
La llamada de Mlimo a las armas fue muy oportuna, pocos meses antes el administrador general de Matabelandia, Leander Starr Jameson, había enviado la mayor parte de su armamento y tropas a luchar contra el Transvaal en una expedición que fracasó, lo que había dejado comarcas enteras indefensas. Con pocas tropas para apoyarlos, los colonos construyeron rápidamente una Laager (fuerte usando los carros) en el centro de Bulawayo y montaron patrullas con Frederick Russell Burnham, Robert Baden-Powell, y Frederick Selous. Se estima que 50.000 Matabele se retiraron a su bastión de la Matobo Hills cerca de Bulawayo, una región que se convirtió en el escenario de los combates más encarnizados contra las patrullas de los colonos blancos. Los británicos enviaron tropas inmediatamente, pero tardaron varios meses en liberar los principales asentamientos de sus cercos y en someter a los rebeldes.
El punto de inflexión en la guerra se produjo cuando Burnham y Bonar Armstrong encontraron el camino a través de colinas de Matobo a la cueva sagrada donde Mlimo había estado escondiendo. No muy lejos de la cueva había un pueblo de cerca de 100 chozas llenas de muchos guerreros. Los dos exploradores ataron sus caballos a un matorral y se arrastraron sobre el vientre, con movimientos lentos, cautelosos. Una vez dentro de la cueva, esperaron hasta que entró Mlimo. Burnham y Armstrong esperaron hasta que Mlimo entró en la cueva y comenzó su danza de la inmunidad, y en ese momento Burnham le disparó justo debajo del corazón. Los dos exploradores salieron corriendo por un sendero hacia los caballos. Cientos de guerreros buscaron a los agresores. Para distraer a los Matabele, Burnham prendió fuego a la aldea. Los dos hombres se bajaron de sus caballos y se dirigieron de nuevo a Bulawayo.
Poco después de enterarse del asesinato de Mlimo, Cecil Rhodes con valentía entró desarmado en la fortaleza en las colinas de Matobo Matabele y convenció alimpi (Guerreros armados en zulú) para que depongan las armas, poniendo así fin a la segunda guerra matabele.

## Origen de escultismo
En junio de 1896, el General Frederick Carrington ordenó al Mayor Robert Baden-Powell que iniciara un plan para derrotar a los violentos indígenas matabeles que acosaban toda la zona cercana a Bulawayo, donde se situaba el cuartel general militar. Baden-Powell encontró muchos obstáculos para iniciar la guerra, principalmente por la inaccesibilidad de los Montes Matobo, en donde se refugiaban las impis (fuerzas de combate) matabeles. Con ayuda de Frederick Russell Burnham, explorador militar estadounidense y jefe de exploradores (fuerzas especiales) del ejército británico, logró hacer unos bosquejos del territorio en los que se señalaban los escondites de los matabeles, lo que fue decisivo en su sometimiento. De la relación entre ambos militares surgirían en Baden-Powell las ideas que dieron el origen al  escultismo.